# サーブ 37 ビゲン
サーブ 37 ビゲン
AJS 37
- 用途：戦闘機
  - 対地攻撃任務（AJ）
  - 写真偵察（SF）
  - 海上監視（SH）
  - 複座練習機（SK）
  - 戦闘・攻撃（JA）
- 分類：STOL機
- 製造者：サーブ
- 運用者： スウェーデン（スウェーデン空軍）
- 初飛行：1967年2月8日
- 生産数：331機
  - 108機（AJ）
  - 28機（SF）
  - 28機（SH）
  - 18機（SK）
  - 149機（JA）
- 運用開始：1971年6月21日
- 退役：2007年6月26日
- 運用状況：退役

サーブ 37 ビゲン（SAAB 37 Viggen）は、サーブ 35 ドラケンの後継として、1970年から1990年にかけてスウェーデンのサーブによって生産され、スウェーデン空軍のみによって運用された戦闘機。
対地攻撃任務主体型のAJ 37に始まり、偵察型のSF 37, SH 37や戦闘任務主体型のJA 37などへと派生した。
愛称のViggenとは英語のthunderbolt（稲妻、雷鳴）であり、北欧神話に登場するトールのハンマーが雷鳴を上げることに由来する。なお、日本語のカタカナ表記としてはヴィッゲンもある。

## 開発

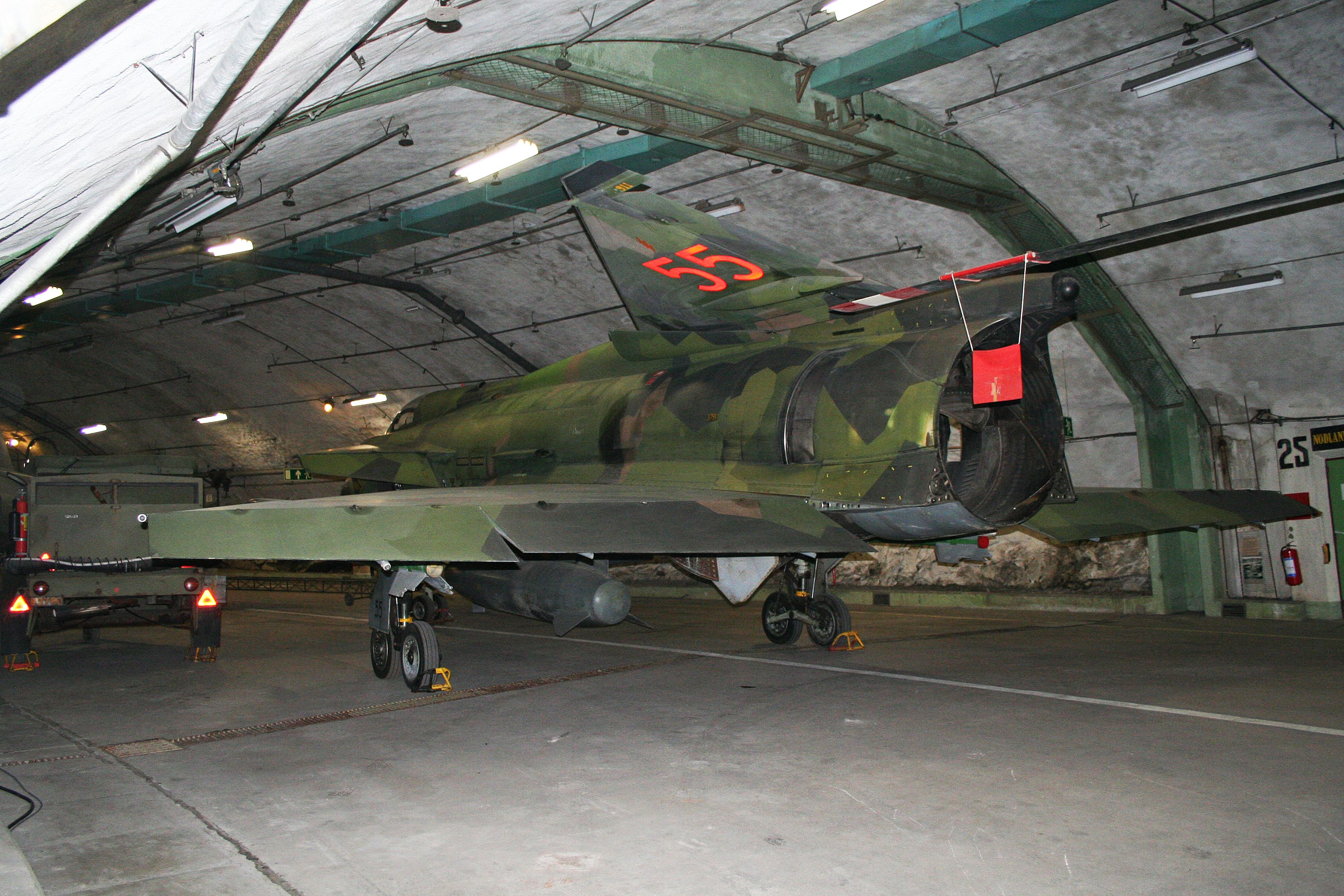
垂直尾翼を倒した状態

ドラケンの後継機の基礎研究は1952年から1957年にかけて行われた。前作のドラケンに続き、核攻撃を受けて主要な航空基地が能力を失っても、通常はシェルターに格納しておき、一旦有事には高速道路のような非正規の滑走路からでも迎撃可能な優れたSTOL性を有する、堅牢な単発戦闘機という開発目標が掲げられ、試作機は1964年に製造着手、1967年に初飛行した。
超音速迎撃機にSTOL性を付与することに初めて成功したドラケンだったが、進空と同時に幾つかの問題点が明らかになった。とくに、航続距離・滞空時間の短さ、完全無尾翼機ゆえのスーパーストール癖による飛行安定性の悪さ（当時はフライ・バイ・ワイヤなどによるコンピュータ補正の技術が未発達だったため、パイロットには特別に優れた技量が要求された）、離陸時に路面舗装を傷めるために同じ場所へ帰投できないことなどで、FMV（Försvarets materielverk, 防衛装備局（庁））は、ドラケンの優れた能力を維持しつつ、臨時滑走路が高温のジェット排気によって損傷しないよう小さな迎え角で離着陸できる能力、航続距離の延伸、マルチロール化など、更に過酷な仕様を提示した。
こうした地政学的要求を達成するため、ドラケンで世界初のダブルデルタ形式の翼平面形を実用化したサーブ社は、ビゲンではデルタ翼にカナード（前翼）を付加するという、またもや当時としては前例のない独自構成を選択し、STOL性、高速性能、低速域での安定性と制御性を並立させた。
無尾翼機には高揚力装置の付加が困難で、揚力を大きくする必要がある際は大仰角を取る必要がある。だが機首を上げるためにエレボンを上げると、そのエレボンは同時に揚力を減少させる働きをするという矛盾がある。また仰角を大きく取ると失速の危険があり、一般道路での離着陸時にはジェットエンジンの高温の排気で耐熱舗装が施されていない路面を溶かしてしまう弊害もある。そこで主翼前方やや上方に小ぶりの翼（カナード）を配置し、低速大仰角時に発生する主翼上の渦流を積極的にコントロールすることで失速を回避する。またカナードに昇降舵を移動する事により、主翼後縁の動翼は純粋な補助翼とできるため、通常尾翼形式の主翼と同様に高揚力装置を付加することが困難ではなくなる。さらに、これによってエレボンを使用する際の矛盾を回避できるため、操縦性も改善された。
この目論見は成功し、ビゲン以降、カナードとデルタ翼の組み合わせは、ミラージュIIIを改良したクフィルや、第4世代ではビゲンの後継機グリペンをはじめタイフーンやラファールなどの欧州機を中心に、他のジェット戦闘機の間でも流行した。
比較的大面積のカナード自体が常時揚力を発生する点は、一種のタンデム翼機ということもできる。村落の牛舎などを摸したシェルターに格納するため全幅が切り詰められ、ドラケンと同様に同時代の競合機に比べ一回り小型に納められた結果、幾分改善されたとはいえ航続距離はさほど向上していない。また垂直尾翼を左側に倒す機構も採用し、山中に設けられたシェルターにも収まるように配慮された。これは格納スペースの制約が多い艦載機には採用例があるが、陸上機ではビゲンのみである。

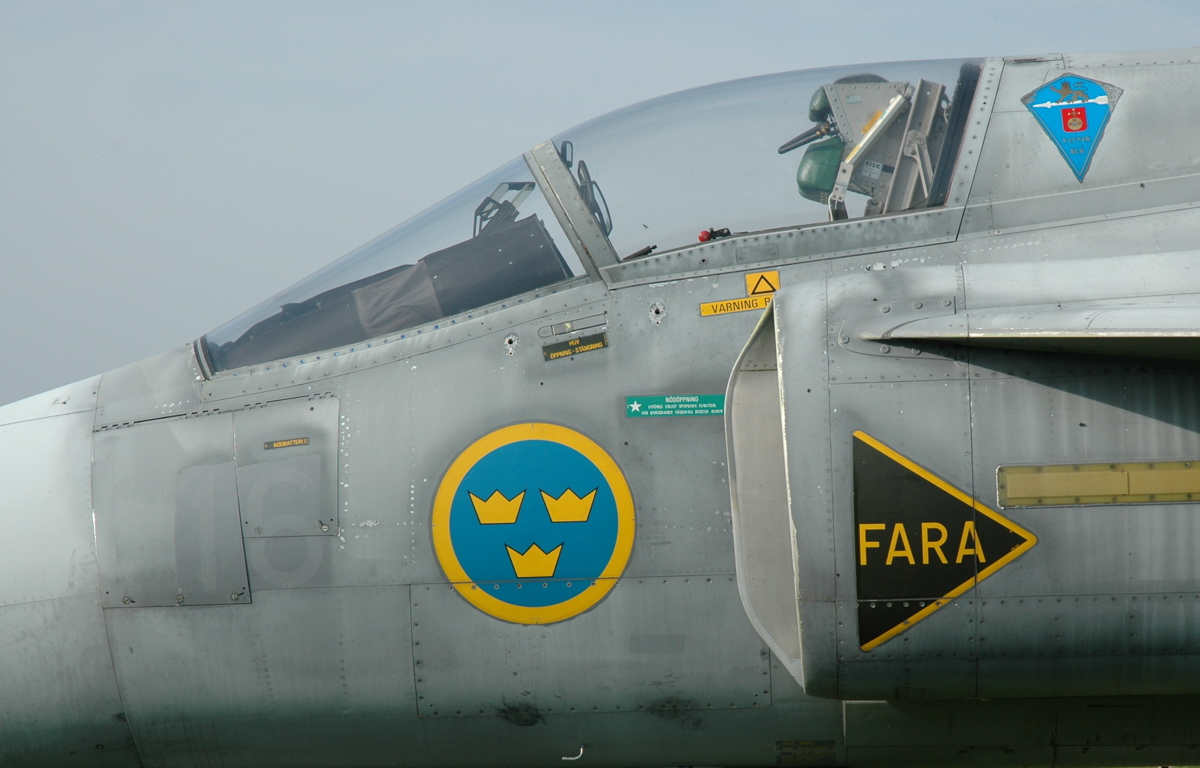
JA 37のコックピット

アメリカとスウェーデン間の軍事技術協力に基づき、ビゲンの開発に当ってはアメリカからの技術供与が開始された。アメリカは安全保障政策の一環として、スウェーデン南西海岸に派遣中のポラリスSLBM搭載原子力潜水艦を防備する強力なスウェーデン空軍を望んでいたが、その一方で、世界有数の超音速戦闘機ドラケンを自力開発した中立国スウェーデンが、軍事産業を更に発展させ東側諸国にも販路を広げることに楔を打ち込む側面もあった。
動力には低バイパス比ターボファンエンジンRM8A (AJ 37) とRM8B (JA 37) を採用したが、これらは本来ボーイング727など民間旅客機用のプラット&ホイットニーJT8Dに、スヴェンスカ・フリグモーター社（後にボルボ・フリグモーター、現ボルボ・エアロ（2008年現在））がアフターバーナーを後付けるなどの改造をしたものだった。これはJT8Dの原型である、J52の輸出禁止措置解除が果たせなかったための苦肉の措置である。
RM8Aではファンと低圧圧縮機がそれぞれ2, 4段であったが、RM8Bではそれぞれ3, 3段に変更され、重量と推力がともに若干増大している。また着陸滑走距離を短縮するため、制空戦闘機では極めて異例なスラストリバーサー（逆噴射装置）を独自開発して追加し、約500mという急制動を実現している。このスラストリバーサーを地上で動作させれば自力で後退も可能であるため、転回できない道路上に着陸しても離陸に必要な距離まで後退できる。ちなみに、アフターバーナーとスラストリバーサーの両方をもつ戦闘機・攻撃機は、ビゲンとトーネードしかない。
滑走路ほど状態の良くない道路での運用と重量対策のため、降着装置は前部を並列2輪、後部を左右それぞれ直列2輪とした。
上記のような道路上での離着陸を想定した構造強化と装備の追加により大きさの割に重量が増え、離着陸に耐えられる強度を持つ道路は限られていた。後継のグリペンでは機体の小型化や装備の簡素化（スラストリバーサーの廃止など）によってSTOL性能よりも軽量化を重視したことで、実際に運用できる道路が増えている。

## 派生型

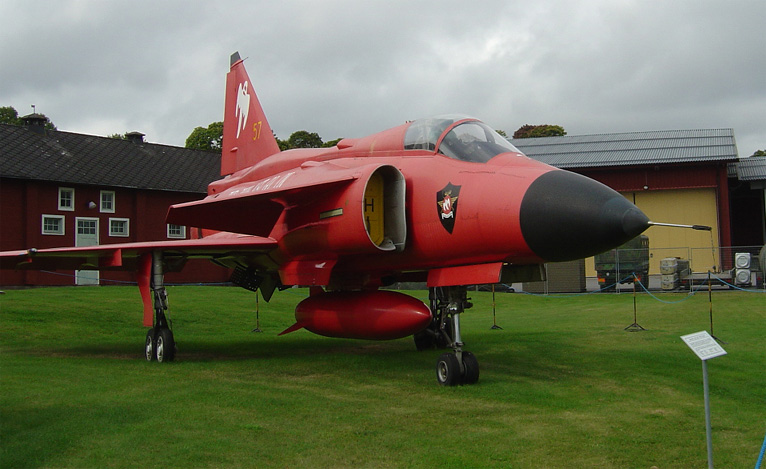
スウェーデン空軍博物館にある真紅のビゲン

スウェーデン空軍による最初の運用部隊は1972年に第7航空団｢ソーテネス｣で編成され、対地攻撃任務中心型のAJ 37を運用した。A (attack) は攻撃、J (jakt) は戦闘任務をそれぞれ表している。108機のAJ 37と18機の複座練習機型SK 37 (skol) の引き渡しに続き、28機の写真偵察型SF 37 (spaning foto) と28機の海上監視型SH 37 (spaning havsövervakning) が引き渡され、それぞれドラケンの偵察型 S 35 とランセンの偵察型 S 32C を代替した。ビゲン派生型の最終タイプは迎撃（戦闘）任務中心型のJA 37であり、1974年9月27日に初飛行し、149機が1980年から1990年にかけて引き渡された。
ビゲンに対しては、コックピット周りと兵装関係を中心に、何年にも渡ってさまざまな改修が行われたが、後継世代であるJAS 39 グリペンの登場とともに段階的に姿を消していき、2007年6月26日に退役した。

## 輸出の失敗
SAABでは輸出型の『Saab 37E』を設定し、『ユーロファイター』の愛称でヨーロッパを始め世界各国に売り込みを行っていた。運用柔軟性は非常に高く評価され、アメリカでは軽量戦闘機計画の候補の一角としてその名が挙がり、共に狭隘かつ平地の少ない国土である日本を含め、世界中で購入話が持ち上がったが、結局輸出はなされず運用者はスウェーデン空軍のみに留まった。失敗の理由として、スウェーデン政府が非民主化諸国に対する兵器輸出を比較的厳しく制限したこと、買い手国がスウェーデンにとって好ましからぬ軍事的衝突を起こした際に継続的なサポートや部品供給がなされるかという不安、大国（特にアメリカ）からの強い外交圧力などが挙げられている。
インドへの輸出が検討されていた1978年、アメリカはRM8/JT8Dエンジンの再輸出（転売）許可を与えないことで間接的にビゲンの輸出を妨害したため、インド空軍は代替としてジャギュアを購入する結果となった。これと類似したケースとして、イスラエル製のクフィルも、アメリカがJ79エンジンの再輸出許可を出さなかったことが一因で、輸出はエクアドル、コロンビア、スリランカの3ヶ国に止まっている。
航空自衛隊も、ビゲンを第2次F-Xの候補の一つに挙げ調査団を派遣したが、対地攻撃とSTOL性を重視し航続距離を犠牲にした設計であり、航続性能を重視する日本の自衛隊が求める防空戦闘機としての能力はドラケンを上回るものでないこと、当時としては革新的なデザインで特異な飛行特性とされる一方で詳細が不明（当初は複座型がなく体験操縦をさせてもらえなかった）という不安、日本では馴染みの薄いスウェーデン語から翻訳したマニュアルの正確性という語学的障壁、それに加えて上記の遠隔サービス体制が懸念された。最終的に航続距離・滞空時間が短すぎると判断され採用には至らなかった。しかしながら続く第3次F-Xにおいても、一種の当て馬ではあるが再び候補機として挙げられているなど、永世中立を国是とする国の開発した戦闘機に対し、航空自衛隊は関心を示していた。

## 仕様

### AJ 37
諸元
- 乗員: 1
- 全長: 16.4 m （53 ft 9 in）
- 全高: 5.6 m （18 ft 4 in）
- 翼幅: 10.6 m（34 ft 9 in）
- 空虚重量: 11,800 kg （26,000 lb）
- 最大離陸重量: 20,450 kg （45,100 lb）
- 動力: スヴェンスカ・フリグモーター（当時）製 RM8A JT-8D 低バイパス比ターボファンエンジン
  - ドライ推力: 72.1 kN （16,200 lbf）6,690 kp × 1
  - アフターバーナー使用時推力: 125.0 kN （28,110 lbf） × 1

性能
- 最大速度: 2,231 km/h （1,259 kt） （高度11,000 m（36,100 ft）時）
- 航続距離: 2,000 km （1,080 nm）
- 実用上昇限度: 18,000 m

武装
- 固定武装： エリコンKCA 30 mm 機関砲1門 150発
- ミサイル：
  - RB 04E
  - RB 05
  - RB 75 マーベリック 空対地ミサイル（AGM-65）
- 爆弾： 120kg 爆弾
- アビオニクス: PS-37/A レーダー

### JA 37
諸元
- 乗員: 1
- 全長: 16.43 m （53 ft 9 in）
- 全高: 5.9 m （19 ft 4 in）
- 翼幅: 10.6 m（34 ft 9 in）
- 翼面積: 46 m2 （500 ft2）
- 空虚重量: 12,200 kg （26,900 lb）
- 最大離陸重量: 22,500 kg （49,600 lb）
- 動力: スヴェンスカ・フリグモーター（当時）製 RM8B JT-8D 低バイパス比ターボファンエンジン
  - ドライ推力: 72.1 kN （16,200 lbf）7,350 kp × 1
  - アフターバーナー使用時推力: 125.0 kN （28,110 lbf） × 1

性能
- 最大速度: 2,231 km/h （1,259 kt） （高度11,000 m（36,100 ft）時）
- 航続距離: 2,000 km （1,080 nm）
- 実用上昇限度: 18,000 m

武装
- 固定武装： エリコンKCA 30 mm 機関砲1門 150発
- 空対空ミサイル：
  - スカイフラッシュ × 2
  - AIM-120 AMRAAM(JA 37D)
  - AIM-9 サイドワインダー
- ロケット弾： 35 mm ロケット